# 2517 Orma
2517 Orma este un asteroid din centura principală, descoperit pe 28 septembrie 1968 de Paul Wild.